# Ester Balassini
Ester Balassini (Bologna, 20 ottobre 1977) è un'ex martellista italiana, detentrice del record nazionale di specialità dal 2005 al 2022.

## Biografia
In carriera è stata 15 volte campionessa italiana. Nel 2005 si è sposata con il discobolo Cristiano Andrei. La coppia si è separata nel 2011.

## Palmarès
| Anno | Manifestazione          | Sede             | Evento              | Risultato | Prestazione | Note                  |
| ---- | ----------------------- | ---------------- | ------------------- | --------- | ----------- | --------------------- |
| 1997 | Europei U23             | Turku            | Lancio del martello | 10ª       | 55,12 m     |                       |
| 1998 | Europei                 | Budapest         | Lancio del martello | 19ª (q)   | 56,42 m     |                       |
| 1999 | Universiadi             | Palma di Maiorca | Lancio del martello | 10ª       | 58,91 m     |                       |
| 1999 | Europei U23             | Göteborg         | Lancio del martello | 5ª        | 60,82 m     |                       |
| 2000 | Giochi olimpici         | Sydney           | Lancio del martello | nm (q)    | nm (q)      |                       |
| 2001 | Mondiali                | Edmonton         | Lancio del martello | nm (q)    | nm (q)      |                       |
| 2001 | Universiadi             | Pechino          | Lancio del martello | 12ª       | 61,22 m     |                       |
| 2001 | Giochi del Mediterraneo | Radès            | Lancio del martello | Argento   | 64,13 m     |                       |
| 2002 | Europei                 | Monaco           | Lancio del martello | 6ª        | 67,27 m     |                       |
| 2003 | Mondiali                | Saint-Denis      | Lancio del martello | 17ª (q)   | 64,77 m     |                       |
| 2004 | Giochi olimpici         | Atene            | Lancio del martello | 26ª (q)   | 65,58 m     |                       |
| 2005 | Giochi del Mediterraneo | Almería          | Lancio del martello | Oro       | 71,17 m     | Record dei campionati |
| 2005 | Mondiali                | Helsinki         | Lancio del martello | nm (q)    | nm (q)      |                       |
| 2005 | Universiadi             | Smirne           | Lancio del martello | Bronzo    | 70,13 m     |                       |
| 2006 | Europei                 | Göteborg         | Lancio del martello | 19ª (q)   | 64,20 m     |                       |

## Campionati nazionali
- 5 volte campionessa nazionale assoluta del lancio del martello (1998, 1999, 2000, 2001, 2005)
- 10 volte campionessa nazionale invernale del lancio del martello (1998, 1999, 2000, 2001, 2002, 2003, 2004, 2005, 2006, 2008)

## Altre competizioni internazionali
2003
- 4ª in Coppa Europa ( Firenze), lancio del martello - 69,79 m

2005
- 5ª in Coppa Europa invernale di lanci ( Mersin), lancio del martello - 69,64 m
- 4ª in Coppa Europa ( Firenze), lancio del martello - 69,74 m
- 4ª alla World Athletics Final ( Szombathely), lancio del martello - 70,03 m

2006
- 6ª in Coppa Europa invernale di lanci ( Tel Aviv), lancio del martello - 67,80 m
- 6ª alla World Athletics Final ( Stoccarda), lancio del martello - 66,66 m

2007
- Bronzo in Coppa Europa invernale di lanci ( Jalta), lancio del martello - 68,70 m
- 7ª alla World Athletics Final ( Stoccarda), lancio del martello - 63,90 m

2008
- 9ª in Coppa Europa invernale di lanci ( Spalato), lancio del martello - 66,59 m